# Driedaagse van De Panne-Koksijde 2008
De Driedaagse van De Panne-Koksijde 2008 werd gehouden van dinsdag 1 april tot en met donderdag 3 april 2008 in Vlaanderen. De wedstrijd maakt deel uit van de Vlaamse Wielerweek en wordt door veel renners gereden ter voorbereiding op de Ronde van Vlaanderen.

## Etappe-overzicht
| etappe | datum   | start       | finish   | afstand | winnaar           | klassementsleider |
| ------ | ------- | ----------- | -------- | ------- | ----------------- | ----------------- |
| 1e     | 1 april | Middelkerke | Zottegem | 192 km  | Enrico Gasparotto | Enrico Gasparotto |
| 2e     | 2 april | Zottegem    | Koksijde | 228 km  | Mark Cavendish    | Enrico Gasparotto |
| 3e A   | 3 april | De Panne    | De Panne | 119 km  | Mark Cavendish    | Enrico Gasparotto |
| 3e B   | 3 april | De Panne    | De Panne | 13,7 km | Joost Posthuma    | Joost Posthuma    |

## Etappe-uitslagen

### 1e etappe
| rang | renner            | land   | tijd     |
| ---- | ----------------- | ------ | -------- |
| 1    | Enrico Gasparotto | Italië | 4u58'11" |
| 2    | Luca Paolini      | Italië | z.t.     |
| 3    | Manuel Quinziato  | Italië | z.t.     |

### 2e etappe
| rang | renner             | land                | tijd     |
| ---- | ------------------ | ------------------- | -------- |
| 1    | Mark Cavendish     | Verenigd Koninkrijk | 6u06'35" |
| 2    | Francesco Chicchi  | Italië              | z.t.     |
| 3    | Sébastien Chavanel | Frankrijk           | z.t.     |

### 3e etappe A
| rang | renner            | land                | tijd      |
| ---- | ----------------- | ------------------- | --------- |
| 1    | Mark Cavendish    | Verenigd Koninkrijk | 02u53'36" |
| 2    | Francesco Chicchi | Italië              | z.t.      |
| 3    | Borut Božič       | Slovenië            | z.t.      |

### 3e etappe B
| rang | renner           | land      | tijd     |
| ---- | ---------------- | --------- | -------- |
| 1    | Joost Posthuma   | Nederland | 00'16"28 |
| 2    | Magnus Bäckstedt | Zweden    | op 15"   |
| 3    | Stijn Devolder   | België    | op 16"   |

## Eindklassementen

### Algemeen klassement
| rang | renner            | land             | tijd      |
| ---- | ----------------- | ---------------- | --------- |
| 1    | Joost Posthuma    | Nederland        | 14u15'05" |
| 2    | Manuel Quinziato  | Italië           | op 02"    |
| 3    | Enrico Gasparotto | Italië           | op 08"    |
| 4    | Niki Terpstra     | Nederland        | op 10"    |
| 5    | Simon Špilak      | Slovenië         | op 40"    |
| 6    | Rick Flens        | Nederland        | op 46"    |
| 7    | Alessandro Ballan | Italië           | op 53"    |
| 8    | Magnus Bäckstedt  | Zweden           | op 58"    |
| 9    | George Hincapie   | Verenigde Staten | op 59"    |
| 10   | Luca Paolini      | Italië           | op 1:04"  |

1977 · 1978 · 1979 · 1980 · 1981 · 1982 · 1983 · 1984 · 1985 · 1986 · 1987 · 1988 · 1989 · 1990 · 1991 · 1992 · 1993 · 1994 · 1995 · 1996 · 1997 · 1998 · 1999 · 2000 · 2001 · 2002 · 2003 · 2003 · 2004 · 2005 · 2006 · 2007 · 2008 · 2009 · 2010 · 2011 · 2012 · 2013 · 2014 · 2015 · 2016 · 2017 · 2018 · 2019 · 2020 · 2021 · 2022 · 2023 · 2024

Lijst van beklimmingen